# Joseph-Marion Leandré
Joseph-Marion Leandré (* 9. Mai 1945) ist ein ehemaliger haitianischer Fußballspieler.

## Karriere

### Verein
Im Verein spielte Leandré für den haitianischen Rekordmeister RC Haïtien.

### Nationalmannschaft
Leandré war bei der Qualifikation zu der WM 1974 im Kader von Haiti und bestritt dort drei Spiele.
Bei der WM 1974 wurde er bei der 4:1-Niederlage gegen Argentinien eingesetzt, anschließend spielte er bei der Qualifikation zu der WM 1978 zweimal gegen die Nationalmannschaft der Niederländischen Antillen.

## Privates
Sein jüngerer Bruder Fritz Leandré war auch Nationalspieler für Haiti und bei der WM 1974 ebenfalls im Kader.
| Personendaten    | Personendaten                |
| ---------------- | ---------------------------- |
| NAME             | Leandré, Joseph-Marion       |
| KURZBESCHREIBUNG | haitianischer Fußballspieler |
| GEBURTSDATUM     | 9. Mai 1945                  |